# Покровське (Кімрський район)
Покровське (рос. Покровское) — присілок в Кімрському районі Тверської області Російської Федерації.
Населення становить 6 осіб. Входить до складу муніципального утворення Печетовське сільське поселення.

## Історія
Від 2005 року входить до складу муніципального утворення Печетовське сільське поселення.

## Населення
| 1859 | 2002 | 2010 |
| ---- | ---- | ---- |
| 116  | ↘12  | ↘6   |